# Toxomerus circumcinctus
Toxomerus circumcinctus är en tvåvingeart som först beskrevs av Günther Enderlein 1938.  Toxomerus circumcinctus ingår i släktet Toxomerus och familjen blomflugor.
Artens utbredningsområde är Peru. Inga underarter finns listade i Catalogue of Life.